# العلاقات اليمنية البنمية
العلاقات اليمنية البنمية هي العلاقات الثنائية التي تجمع بين اليمن وبنما.

## مقارنة بين البلدين
هذه مقارنة عامة ومرجعية للدولتين:
| وجه المقارنة                                              | اليمن                   | بنما                      |
| --------------------------------------------------------- | ----------------------- | ------------------------- |
| المساحة (كم2)                                             | 555.00 ألف              | 74.18 ألف                 |
| عدد السكان (نسمة)                                         | 28.25 مليون             | 4.10 مليون                |
| الكثافة السكانية (ن./كم²)                                 | 50.9                    | 55.27                     |
| العاصمة                                                   | صنعاء عدن (عاصمة مؤقتة) | بنما                      |
| اللغة الرسمية                                             | اللغة العربية           | اللغة الإسبانية           |
| العملة                                                    | ريال يمني               | بالبوا بنمي، دولار أمريكي |
| الناتج المحلي الإجمالي (بليون دولار)                      | 18.21 مليار             | 61.84 مليار               |
| الناتج المحلي الإجمالي (تعادل القوة الشرائية) بليون دولار | 75.69 مليار             | 87.37 مليار               |
| الناتج المحلي الإجمالي الاسمي للفرد دولار أمريكي          | 1.41 ألف                | 13.27 ألف                 |
| الناتج المحلي الإجمالي للفرد دولار أمريكي                 |                         | 20.89 ألف                 |
| مؤشر التنمية البشرية                                      | 0.498                   | 0.780                     |
| رمز المكالمات الدولي                                      | +967                    | +507                      |
| رمز الإنترنت                                              | .ye                     | .pa                       |
| المنطقة الزمنية                                           | ت ع م+03:00             | 00                        |

## منظمات دولية مشتركة
يشترك البلدان في عضوية مجموعة من المنظمات الدولية، منها:
| علم المنظمة | اسم المنظمة                               | تاريخ انضمام اليمن | تاريخ انضمام بنما |
| ----------- | ----------------------------------------- | ------------------ | ----------------- |
|             | مؤسسة التنمية الدولية                     | 22 مايو 1970       | 1 سبتمبر 1961     |
|             | الأمم المتحدة                             | 30 سبتمبر 1947     | 13 نوفمبر 1945    |
|             | منظمة الشرطة الجنائية الدولية             | ?                  | ?                 |
|             | المركز الدولي لتسوية المنازعات الاستشارية | 20 نوفمبر 2004     | 8 مايو 1996       |
|             | الاتحاد الدولي للاتصالات                  | 1931               | 14 يوليو 1914     |
|             | البنك الدولي للإنشاء والتعمير             | 3 أكتوبر 1969      | 14 مارس 1946      |
|             | الاتحاد البريدي العالمي                   | ?                  | ?                 |
|             | منظمة حظر الأسلحة الكيميائية              | ?                  | ?                 |
|             | مؤسسة التمويل الدولية                     | 22 مايو 1970       | 20 يوليو 1956     |
|             | وكالة ضمان الاستثمار متعدد الأطراف        | 12 مارس 1996       | 21 فبراير 1997    |
|             | يونسكو                                    | 2 أبريل 1962       | 10 يناير 1950     |

## وصلات خارجية
- موقع وزارة الخارجية البنمية